# Hélène de Schleswig-Holstein-Sonderbourg-Glücksbourg
La princesse Hélène Adélaïde de Schleswig-Holstein-Sonderbourg-Glücksbourg (allemand : Helene Adelheid Viktoria Marie; 1er juin 1888 - 30 juin 1962) est la troisième fille de Frédéric-Ferdinand de Schleswig-Holstein-Sonderbourg-Glücksbourg et de la princesse Caroline-Mathilde de Schleswig-Holstein-Sonderbourg-Augustenbourg,. Elle est une princesse de Danemark par son mariage avec Harald de Danemark. La princesse Hélène est une sympathisante Nazi au cours de la Seconde Guerre mondiale et est, après la guerre, exilée du Danemark, mais finalement autorisée à revenir.

## Famille
La princesse Hélène, née le 1er juin 1888 au manoir de Grünholz dans le Schleswig-Holstein, est la troisième fille de Frédéric-Ferdinand de Schleswig-Holstein-Sonderbourg-Glücksbourg et de la princesse Caroline-Mathilde de Schleswig-Holstein-Sonderbourg-Augustenbourg. Son père est l'aîné des fils de Frédéric de Schleswig-Holstein-Sonderbourg-Glücksbourg et un neveu de Christian IX de Danemark. Trois ans avant la naissance de la princesse Hélène, il a pris la tête de la Maison de Glücksbourg et le titre de duc à la mort de son père en 1885.

## Mariages et descendance
La princesse Hélène est fiancée en 1908 au prince Harald de Danemark, quatrième enfant et troisième fils de Frédéric VIII de Danemark (fils aîné de Christian IX) et son épouse Louise de Suède. Ils se marient le 28 avril 1909, à Glücksbourg.
Après leur mariage, le prince Harald et la princesse Hélène vivent au manoir de Jægersborghus au nord de Copenhague, que le prince a acheté en 1907. Leurs cinq enfants y sont nés entre 1910 et 1923.
- Feodora de Danemark (3 juillet 1910 - 17 mars 1975), elle épouse en 1937 son cousin le prince Christian de Schaumbourg-Lippe (1898 - 1974) (postérité)
- Caroline-Mathilde de Danemark (27 avril 1912 - 12 décembre 1995), elle épouse en 1933 son cousin Knud de Danemark (1900 - 1976) (postérité)
- Alexandrine-Louise de Danemark (12 décembre 1914 - 26 avril 1962), elle épouse en 1937 le comte Luitpold de Castell-Castell (1904 - 1941) (postérité)
- Gorm de Danemark (24 février 1919 - 26 décembre 1991), mort célibataire et sans enfants
- Oluf de Danemark (10 mars 1923 - 19 décembre 1990); il épouse morganatiquement en 1948 Annie Dorrit Puggard-Müller (1926 - 2013) (postérité) puis en 1982 Lis Wolf-Jürgensen (née en 1935) (sans postérité). Après son premier mariage, il reçoit le titre luxembourgeois de comte de Rosenborg.

## Vie maritale

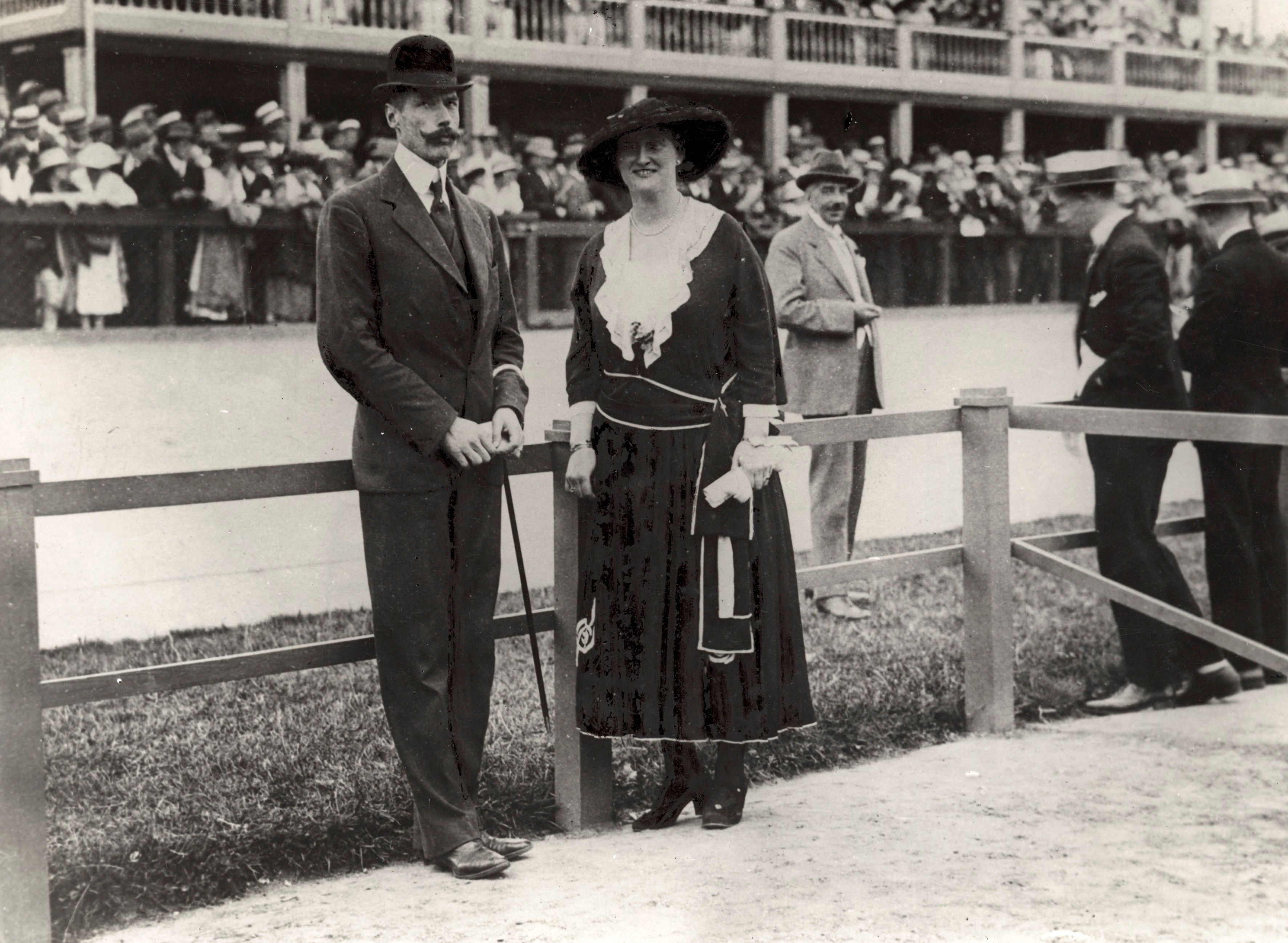
La princesse Hélène et le prince Harald assistant aux Championnats du monde de cyclisme sur piste 1921 au vélodrome d'Ordrup dans la banlieue de Copenhague.

La seule activité jugée acceptable pour une femme membre de la maison royale à l'exception de la représentation est la charité, et, en 1913, la princesse Hélène démarre une campagne pour fonder un orphelinat à Gentofte. L'orphelinat, Spædbørnshjemmet Danmark, est finalement fondé en 1923. Après cela, elle est protectrice de l'orphelinat et de ses fonds, fonction reprise par la princesse Caroline-Mathilde après son décès. L'argent permet en 1977 de créer le Danmarksfonden, un fonds pour les domaines sociaux et culturels.

## Collaboratrice des nazis
La princesse Hélène devient très impopulaire au cours de la Seconde Guerre mondiale en raison de sa sympathie pour le parti nazi après l'occupation allemande du Danemark en 1940. Le mouvement danois de résistance déclare que la princesse Hélène est le seul membre de la maison royale danoise à avoir trahi le Danemark : elle reçoit les Allemands dans sa maison. Ses actions sont si impopulaires que, dans certains cas, des Danois furieux cassent même les fenêtres de sa limousine. En raison de son prétendu soutien aux Allemands, elle n'est pas en bons termes avec ses fils, qui sont gênés par son comportement. Même son mari évite la salle à manger quand elle est l'hôte des Allemands. Un de ses serviteurs, Paul Dall, responsable du plan de sa table, est un contact de l'Abwehr à Copenhague, et est, après la guerre, jugé coupable comme un espion.
Le 18 janvier 1942, elle participe à la commémoration d'un officier SS, C. E. von Schalburg, qui est mort sur le front russe, un service auquel le monarque refuse d'assister. En 1942, Hélène fait des efforts pour convaincre le prince Knud de persuader le monarque de permettre l'incorporation de membres nazis dans le gouvernement danois.
La princesse Hélène n'est pas considérée comme ayant été régulièrement un agent allemand, mais plutôt un informateur et un contact sur une base informelle. Après la guerre, comme elle est membre de la maison royale, elle n'est pas déférée à la justice. Elle est expulsée du Danemark le 30 mai 1945 et placée en résidence surveillée au château de Glücksbourg en Allemagne.
Elle est autorisée à retourner au Danemark en 1947, quand le prince Harald tombe gravement malade. Elle reste avec son conjoint jusqu'à sa mort , le 30 mars 1949 à Copenhague. La princesse Hélène survit treize ans à son mari, et meurt le 30 juin 1962 à Copenhague. Elle est inhumée dans la cathédrale de Roskilde.